# مانويل إس. غيريرو
مانويل إس. غيريرو هو طبيب فلبيني، ولد في 8 يناير 1877، وتوفي في 4 يناير 1919.